# Loučka u Valašského Meziříčí
Loučka (deutsch Lauczka, 1939–1945 Wies) ist eine Gemeinde in Tschechien. Sie liegt elf Kilometer südwestlich von Valašské Meziříčí und gehört zum Okres Vsetín.

## Geographie
Loučka befindet sich am Fuße der Hostýnské vrchy in den Hügeln der Kelčská pahorkatina. Das Dorf liegt am nördlichen Fuße der Hradiště (604 m) auf einer Anhöhe über den Tälern der Bäche Loučka und Komarník. Östlich erheben sich der Petříkovec (532 m) und die Hůrka (557 m), im Südosten die Skalka (480 m), südlich der Čertův kámen (612 m) und Hradiště (604 m), im Südwesten die Kunovická Hůrka (587 m) und Vrchá (408 m) sowie westlich der Stráž (433 m). Nördlich des Dorfes verläuft die Eisenbahn von Valašské Meziříčí nach Holešov, die dortige Bahnstation trägt den Namen Kunovice-Loučka.
Nachbarorte sind Kelč und Komárovice im Norden, Vrchovec, Police und Branky im Nordosten, Oznice im Osten, Podolí und Lázy im  Südosten, Polomsko, Paseky, Rajnochovice und Juhyně im Süden, Podhradní Lhota im Südwesten, Komárno im Westen sowie Kunovice und Lhota im Nordwesten.

## Geschichte
Die erste schriftliche Erwähnung des zum bischöflichen Sprengel Kelč gehörigen Dorfes Luczka erfolgte 1307 im Zusammenhang mit dem Lehnsmann Jan von Luczka. Luczka bildete eine eigenständige Lehnherrschaft des Olmützer Bistums, der 1527 unter den Ritter von Tamfeld das benachbarte Lehngut Podolí zugeschlagen wurde. Am Übergang vom 16. zum 17. Jahrhundert ließen die Ritter Tamfeld von Luczka ein Renaissanceschloss und den Herrenhof anlegen. Wegen Beteiligung am Ständeaufstand wurde der Besitz der Tamfeld nach der Schlacht am Weißen Berg konfisziert. Im Jahre 1718 wurde der Ort als Laucžka bezeichnet. 1778 entstand in Loučka eine eigene Schule. Die Besitzer der Herrschaft wechselten oftmals. Zu ihnen gehörte u. a. Leopold von Lamberg, der Laucžka 1803 an den aus Konstanz stammenden Johann Nepomuk Mohrweiser. Mohrweiser, der 1804 in den Ritterstand erhoben wurde, führte die Herrschaft zu einer Blüte. Von einem Brunnen am Fuße des Hradiště ließ er eine hölzerne Wasserleitung zum Herrenhof anlegen. Bis 1849 gehörte die Herrschaft Laucžka zum Prerauer Kreis.
Nach der Aufhebung der Patrimonialherrschaften bildete Laucžka ab 1850 eine Gemeinde in der Bezirkshauptmannschaft Valašské Meziříčí. Der Großgrundbesitz Laucžka wurde 1871 aus dem bischöflichen Lehnsverbund gelöscht. Seit 1874 findet der heutige Ortsname Loučka Verwendung. 1884 zerstörte ein Großfeuer Teile des Ortes. Bis 1900 gehörte zum Gut auch eine Brauerei. Zu Beginn des 20. Jahrhunderts gründete J. Matocha eine kleine Wirkwarenfabrik. Die Bezirksstraße von Loučka über Podolí nach Lázy wurde 1905 fertiggestellt. Im Jahre 1918 erwarb Tomáš Baťa die Güter, ihm folgte ab 1933 seine Witwe Marie Baťová. Nach der Aufhebung des Okres Valašské Meziříčí wurde Loučka 1960 dem Okres Vsetín zugeordnet. 1980 wurden Podolí und Lázy eingemeindet, fünf Jahre später folgten noch Kunovice und Police. Bis auf Lázy lösten sich 1990 alle Ortsteile wieder los und bilden seither wieder eigene Gemeinden.

## Gemeindegliederung
Die Gemeinde Loučka besteht aus den Ortsteilen Lázy (Laas) und Loučka (Lauczka).

## Sehenswürdigkeiten
- barocke Pfarrkirche Christus des guten Hirten, errichtet 1778
- Friedhofskapelle, errichtet 1826 unter Johann Nepomuk Ritter von Mohrweiser als Grabkapelle
- Schloss Loučka, es entstand 1720 durch den Umbau der Renaissanceschlosses der Ritter Tamfeld zu einem kleinen Barockschloss mit Kapelle. In den Jahren 1769 und 1803 wurde es umgestaltet. Das Schloss wurde 1999 in Restitution an Tomáš John Baťa übertragen. Dieser ließ die Anlage teilweise abtragen und den Park wiederherstellen. Anstelle des Seitenflügel ließ Baťa einen unpassenden Landsitz errichten, das Hauptgebäude befindet sich in einem stark baufälligen Zustand.
- Burgstall Hradiště, von der hölzernen Burg aus dem 13. und 14. Jahrhundert zeugen heute nur noch Reste des Grabens
- Mäanderreicher, baumbestandener Lauf des Baches Loučka
- hölzerner walachischer Glockenturm in Lázy